# Limonium zeugitanum
Espèce
Limonium zeugitanum est une espèce de plantes à fleurs de la famille des Plumbaginaceae endémique de la Tunisie.